# Grotta di Montescotano
La grotta di Montescotano è una grotta situata tra i comuni di Villa Castelli e Ceglie Messapica, in provincia di Brindisi.
Fu scoperta nel 1979 dal "Gruppo speleologico martinese", che dopo aver liberato il primo vano della grotta dalle pietre, scoprì un cunicolo lungo 6 metri terminante in un altro vano, nel quale vennero ritrovate numerose lucerne, molte delle quali intatte. La presenza di questi reperti ha permesso di ipotizzare che la grotta fosse stata utilizzata come luogo di culto pagano prima messapico e poi romano, tra il II secolo a.C. e il III secolo d.C.
A circa 400 metri a sud ovest della grotta vi sono i resti di un insediamento del IV secolo d.C.  (epoca tardoromana).